# ドーソン・カレッジ銃乱射事件
ドーソン・カレッジ銃乱射事件（ドーソン・カレッジじゅうらんしゃじけん）は、2006年9月13日12時45分から13時15分、カナダ・ケベック州モントリオールにあるドーソン・カレッジで起きた銃乱射事件である。

## 概要
学外で数発発砲後に構内に侵入し、2階にある食堂で、無差別に銃を乱射した。モントリオール総合病院によれば約20人が負傷し、うち20歳の女子学生が死亡、6人は重体となっている。その後、犯人と思われる男性を警官が射殺しようとしたが、追い詰められた犯人は自殺した。

### 犯人
犯人は、25歳カナダ人のキムビア・ギル（w:Kimveer Gill）。

### 過去
1989年にも、モントリオールのモントリオール理工科大学で銃乱射事件が起きている（モントリオール理工科大学虐殺事件）。

## 画像

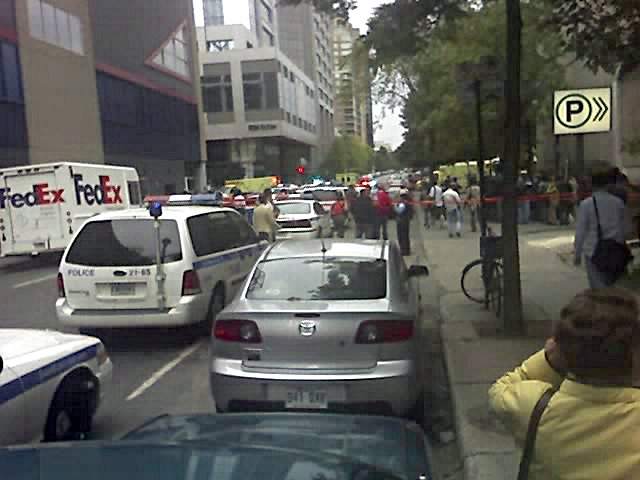
ドーソン・カレッジの角からの状況。
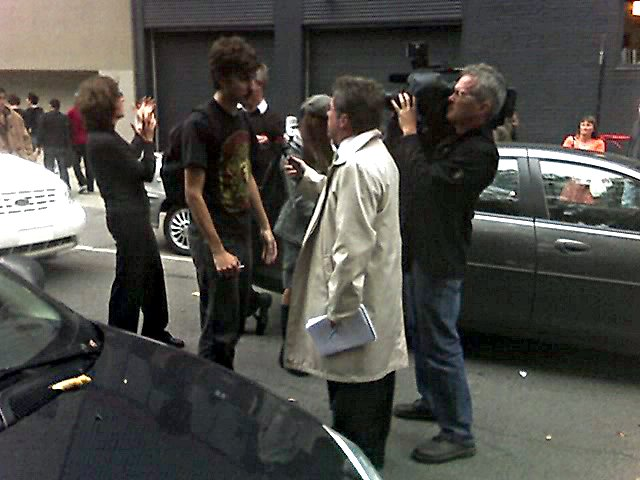
マスメディアによるインタビュー。
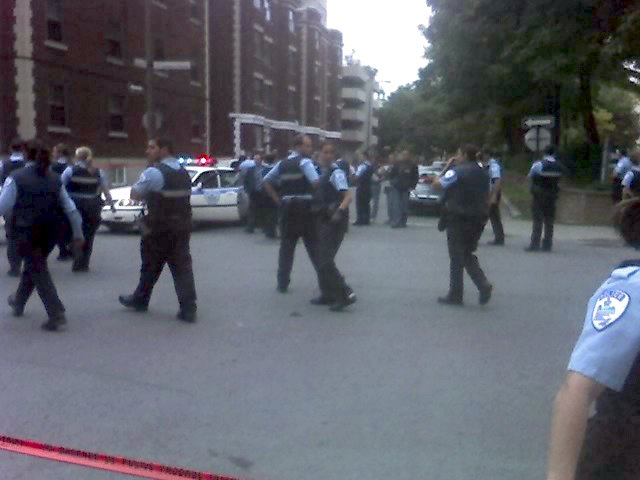
警察によりカレッジ周辺を封鎖された。